# Right to Dream
Right to Dream ist eine Ballade aus dem Film Tennessee. Sie wurde von Mariah Carey geschrieben und gesungen. Am 2. Dezember 2008 wurde das Lied als Single veröffentlicht.

## Hintergrund
Zum Songwriting des Liedes erklärte Carey: „Es war eine andere Erfahrung, verglichen mit der Arbeit für ein Album. Ich fühlte mich der Geschichte des Films sehr nahe, insbesondere dem, was meine Figur durchmacht, das machte es für einfacher das Lied zu schreiben. Ich versuchte einfach, Krystals Schmerzen und Hoffnung darzustellen.“
„Das Lied ist im Prinzip ein Stück in drei Akten und beschreibt die Entwicklung von Krystal“, sagte Carey.
„Ich summte verschiedene Melodien vor mich hin, während ich bei den Dreharbeiten war. Ich dachte, es wäre großartig mit Willie Nelson zusammenzuarbeiten. Ich nahm Kontakt zu ihm auf und traf ihn nach einem seiner Konzerte.“
Das Lied ist aus der Perspektive der aufstrebenden Sängerin Krystal, Careys Figur aus dem Spielfilm Tennessee, geschrieben. „Das Lied hat seinen eigenen Handlungsbogen. Sie [Krystal] erzählt zunächst, wo sie begonnen hat, etwa wie sie im Bett liegt und sich fragt, wo sie geblieben ist. Viele Menschen durchleben so etwas ähnliches. Es geht irgendwie darum Stärke zu finden.“

## Veröffentlichung
Das Lied wurde am 20. Oktober 2008 an die amerikanischen Adult Contemporary Radio Stationen gesendet. Die Veröffentlichung in den Vereinigten Staaten war am 2. Dezember 2008.

## Kritik
Die Los Angeles Times bezeichnete Right to Dream als einen Kandidaten, der für einen Oscar in der Kategorie „Bester Filmsong“ nominiert werden könnte, außerdem lobten sie die „Eleganz“ des Liedes. Später wurde Right to Dream in der Kategorie nicht nominiert.

## Musikvideo
Ein Musikvideo wurde gedreht, um die Single und den Film zu promoten. Seine Premiere hatte das Musikvideo am 8. Dezember 2008. Das Musikvideo enthält Ausschnitte aus dem Film, sowie Aufnahmen aus dem Musikstudio, wo Carey das Lied aufnahm.

## Charts
| Chart (2008)                 | Höchstposition |
| ---------------------------- | -------------- |
| US Adult Contemporary Charts | 24             |